# Bonon
 (septembre 2022).
Si vous disposez d'ouvrages ou d'articles de référence ou si vous connaissez des sites web de qualité traitant du thème abordé ici, merci de compléter l'article en donnant les références utiles à sa vérifiabilité et en les liant à la section « Notes et références ».
Bonon est une localité du centre-ouest de la Côte d'Ivoire, chef-lieu du département de Bonon, dans la région de la Marahoué,. La localité de Bonon est un chef-lieu de commune,.
Elle dispose d'un hôpital général et plusieurs autres centre de santé. La ville est constituée de plusieurs quartiers dont Frefredou, Brozra, Sehizra, Belle ville, Jacqueville, Château...
Bonon dispose d'écoles secondaires comme le Lycée moderne de Bonon, les collèges : La Marahoué, Les Cactus, Amen, Cour Secondaire Protestant...

## Religion
La ville dispose d'une paroisse catholique, la paroisse Saint François d'Assise, au sein du diocèse de Daloa et d'une mosquée centrale.